# Тюндюк (приток Тулвы)
Тюндюк — река в России, протекает в Бардымском районе Пермского края. Устье реки находится в 59 км по левому берегу реки Тулва. Длина реки составляет 22 км.
Исток реки на юге Тулвинской возвышенности в 4 км к юго-западу от деревни Учкул. Река течёт на восток, затем поворачивает на северо-восток. Притоки — Зяблая, Зирекле, Балатаулы (правые); Учкул, Биск-Ташелга (левые). В среднем течении протекает деревню Новый Чад. Впадает в Тулву в селе Тюндюк.

## Данные водного реестра
По данным государственного водного реестра России относится к Камскому бассейновому округу, водохозяйственный участок реки — Кама от Камского гидроузла до Воткинского гидроузла, речной подбассейн реки — бассейны притоков Камы до впадения Белой. Речной бассейн реки — Кама.
По данным геоинформационной системы водохозяйственного районирования территории РФ, подготовленной Федеральным агентством водных ресурсов:
- Код водного объекта в государственном водном реестре — 10010101012111100014790
- Код по гидрологической изученности (ГИ) — 111101479
- Код бассейна — 10.01.01.010
- Номер тома по ГИ — 11
- Выпуск по ГИ — 1